# Rivière Cascapédia
Pour les articles homonymes, voir Cascapédia.
La rivière Cascapédia ou simplement la Cascapédia est une rivière canadienne située dans la région de la Gaspésie-Îles-de-la-Madeleine et du Bas-Saint-Laurent, dans l'est du Québec.
Le cours de la rivière Cascapédia traverse successivement les municipalités régionales de comté (MRC) de :
- La Haute-Gaspésie : territoire non organisé de Mont-Albert (canton de Courcelette) ;
- La Matanie : territoire non organisé de Rivière-Bonjour (cantons de Faribault et de Richard) ;
- La Matapédia : territoire non organisé de Lac-Casault (canton de Clarke) ;
- Bonaventure (municipalité régionale de comté) : territoire non organisé de Rivière-Bonaventure (cantons de Clapperton, de Marcil, de Flahault) ; Cascapédia–Saint-Jules et la ville de New Richmond ;
- Avignon (municipalité régionale de comté) : municipalité de Maria (canton de Maria).

Elle parcourt plus de 113,5 km à partir du lac Cascapédia jusqu'à la baie de la Cascapédia dans la baie des Chaleurs. Elle est parfois appelée la Grande Cascapédia pour la différencier de la Petite rivière Cascapédia qui se jette dans la même baie un peu plus à l'est. 
La rivière Cascapédia est reconnue pour la pêche au saumon atlantique et près de la totalité de la rivière fait partie de la réserve faunique de la Rivière-Cascapédia, créée en 1982. On accède à la rivière par la route 299 qui la longe sur 69 km sur la rive est.

## Toponymie
L'origine du nom Cascapédia est de langue micmaque. Il provient du mot gesgapegiag qui signifie « forts courants » ou « rivière large ». Elle a été référencée sur une carte pour la première fois en 1686 par Jean-Baptiste-Louis Franquelin sous le nom de Kichkabeguiak. Elle apparait en tant que Kaskabijack sur une carte de 1783. Dès 1863, son nom actuel fut utilisé par Stanislas Drapeau.
Le toponyme "rivière Cascapédia" a été officialisé le 5 décembre 1968 à la Commission de toponymie du Québec.

## Géographie
Près de la totalité de la rivière fait partie de la réserve faunique de la Rivière-Cascapédia créée en 1982. L'amont de la rivière fait partie du parc national de la Gaspésie.
La rivière Cascapédia prend sa source dans le lac Cascapédia (longueur : 4,1 km ; altitude : 490 m) situé dans le canton de Courcelette, dans le territoire non organisé du Mont-Albert, dans les monts Chic-Chocs. Ce lac dont l'embouchure est située du côté sud, est enclavé par des montagnes formant la ligne de partage des eaux avec la rivière Sainte-Anne (La Haute-Gaspésie) qui coule à l'est et au nord.
L'embouchure du Lac Cascapédia est située à :
- 18,9 km à l'ouest du sommet du Mont-Albert ;
- 8,7 km au sud de la rivière Sainte-Anne (La Haute-Gaspésie) ;
- 28,4 km au sud du littoral sud du golfe du Saint-Laurent ;
- 89,4 km au nord du pont de la route 132, enjambant la rivière Cascapédia, près de sa confluence avec la baie des Chaleurs.

À partir de l'embouchure du lac Cascapédia, la rivière Cascapédia coule sur 113,5 km, répartis selon les segments suivants :
Cours supérieur de la rivière (segment de  44,5 km)
- 1,5 km vers les sud-ouest dans le canton de Courcelette, jusqu'à l'embouchure du Petit lac Caspédia que le courant traverse sur 0,7 km ;
- 3,5 km vers les sud-ouest, jusqu'à la confluence du ruisseau aux Saumons (rivière Cascapédia) (venant du nord-ouest) ;
- 2,3 km vers les sud, jusqu'à la limite du canton de Faribault ;
- 2,4 km vers les sud dans le canton de Faribault, jusqu'à la limite du canton de Richard ;
- 4,6 km vers les sud-est dans le canton de Richard, jusqu'à la confluence du "ruisseau du Dix-Septième Mille" (venant du nord-est). Note : Ce dernier segment de la rivière, ainsi que le cours du "ruisseau du Dix-Septième Mille" constituent la limite sud du Parc national de la Gaspésie ;
- 3,6 km vers les sud, jusqu'au ruisseau du Quatorzième Mille (venant du nord-ouest) ;
- 4,3 km vers les sud-est, jusqu'au ruisseau du Douzième Mille (venant du nord) ;
- 4,6 km vers les sud-est, jusqu'au ruisseau du Neuvième Mille (venant du nord-est) ;
- 3,9 km vers les sud, jusqu'au ruisseau Bogan (venant de l'ouest) ;
- 5,6 km vers les sud-est, jusqu'au ruisseau de l'Indien (venant du nord-est) ;
- 5,5 km vers les sud-est, jusqu'au ruisseau Brandy (venant du nord-est) ;
- 2,7 km vers les sud, jusqu'à la confluence de la rivière Branche du Lac (rivière Cascapédia) (venant du nord-ouest).

Cours intermédiaire de la rivière (entre la rivière Branche du Lac et la rivière Square Forks) (segment de  15,8 km)
- 4,0 km vers les sud-est dans le canton de Richard, jusqu'à la limite du canton de Clarke ;
- 0,8 km vers les sud, jusqu'au ruisseau Berry (venant du nord-est) ;
- 2,6 km vers les sud, jusqu'au ruisseau Coldwater (venant de l'est) ;
- 5,9 km vers les sud-est, jusqu'au ruisseau Indian Falls (venant de l'est) ;
- 2,5 km vers les sud, jusqu'à la confluence de la rivière Square Forks (venant de l'ouest) ;

Cours intermédiaire de la rivière (entre la rivière Square Forks et la rivière Angers) (segment de  37,5 km)
- 5,8 km vers les sud-est dans le canton de Clarke, jusqu'à la limite du canton de Clapperton (côté ouest de la rivière) et le canton de Bonaventure (côté Est de la rivière) ;
- 3,1 km vers les sud-est, formant la limite du canton de Clapperton (côté ouest de la rivière) et le canton de Bonaventure (côté Est de la rivière), jusqu'au ruisseau Josué (venant du sud-ouest) ;
- 9,0 km vers les sud-est, jusqu'au ruisseau Marcil (venant du nord) ;
- 1,3 km vers les sud-est, jusqu'au Petit ruisseau Marcil (venant du nord) ;
- 4,0 km vers les sud-est, en contournant une île et en recueillant les eaux du ruisseau Morency (venant du nord-est), jusqu'au ruisseau Petit ruisseau Morency (venant du sud-est) ;
- 2,0 km vers les sud, jusqu'au ruisseau Turner (venant du nord-ouest) ;
- 0,7 km vers les sud en passant du côté ouest du Mont Pico, jusqu'à la limite du canton d'Angers (côté ouest de la rivière) ;
- 1,6 km vers les sud, jusqu'à la limite des cantons de Flahault (côté Est) et d'Angers (côté ouest) ;
- 10,0 km vers les sud-est, jusqu'à la confluence de la rivière Angers (venant de l'ouest) ;

Cours inférieur de la rivière (segment de  15,7 km)
- 0,2 km vers l'est, jusqu'à la limite du canton de Maria et du canton de New Richmond ;
- 1,7 km vers le sud-est en formant la limite entre les conton de Maria et de New Richmond, jusqu'au ruisseau de la Truite (venant du nord) ;
- 1,4 km vers le sud-est, jusqu'au ruisseau Blanc (venant du nord-est) ;
- 3,4 km vers le sud-est, jusqu'à l'île du Cheval (longueur : 3,3 km) ;
- 3,5 km vers le sud, en contournant l'île du Cheval et en passant sous un pont routier et sous le pont du chemin de fer du Canadien National ;
- 1,8 km vers le sud, jusqu'au ruisseau Coull (venant du nord-ouest) ;
- 2,8 km vers le sud, jusqu'au pont de la route 132 ;
- 0,9 km vers le sud, jusqu'à sa confluence[5].

La rivière Cascapédia se déverse dans la "Baie de Cascapédia", sur la rive nord de la baie des Chaleurs, à la limite de Cascapédia–Saint-Jules et de New Richmond. Le courant de la rivière coule sur le grès à marée basse jusqu'à 5,7 km. Ce grès est délimité du côté Est par une bande de terre s'avançant sur 4,1 km vers le sud dans la "Baie de Cascapédia", entre le pont de la route 132 et la Pointe Duthie. Le côté ouest est délimité par une rive s'étendant sur 2,1 km entre le pont de la route 132 et la Pointe des Sauvages.
Cette confluence est située à :
- 5,1 km à l'est de la confluence de la rivière Verte (Maria) ;
- 6,5 km au nord-ouest de la confluence de la Petite rivière Cascapédia ;

## Environnement
La rivière Cascapédia est complètement naturelle, sans aucun barrage ou rejet d'eau usée municipale. La composition de l'eau comprend du calcaire soluble et est riche en carbonates ; elle est faible en sulfates et en chlorure. L'absence d'agriculture et d'activités industrielles fait que la rivière n'est pas polluée et que l'eau est d'une bonne qualité.

## Économie
Le bassin de la rivière Cascapédia est principalement non développé avec moins de 1 200 acres (500 hectares) de terres cultivées. L'industrie forestière est plus importante avec 8 % du territoire du bassin qui fut récolté entre 1988 et 1994.

## Faune aquatique
La rivière fait presque complètement partie de la réserve faunique de la Rivière-Cascapédia. Elle est divisée en six secteurs et comprend 106 fosses. Elle est très fréquentée pour la pêche aux saumons et est gérée par la Société de gestion du saumon de la rivière Cascapédia.

## Tourisme et patrimoine

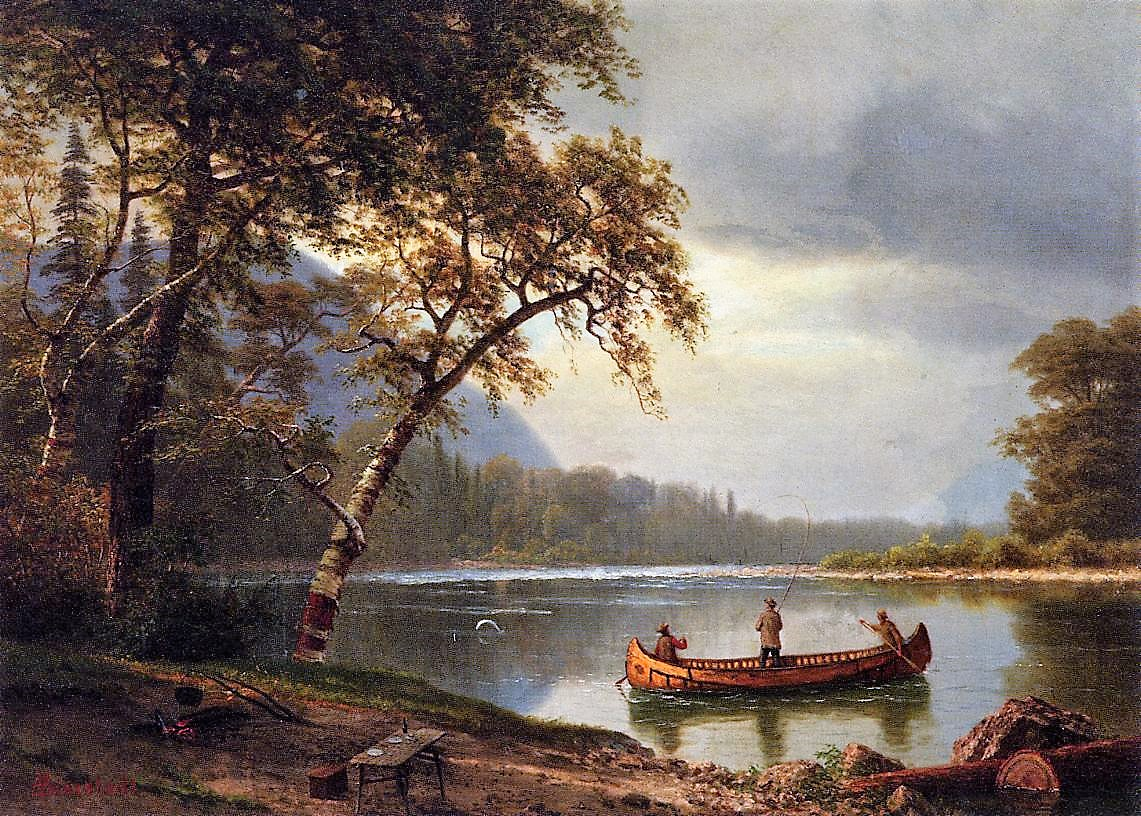
Salmon Fishing on the Cascapediac River par Albert Bierstadt.

La rivière Cascapédia est reconnue pour sa pêche au saumon atlantique. Les prises ont une moyenne de 20 lbs (9,1 kg) et le record est de 54 lbs (24 kg), capturée en 1886. Dès 1835, l'arpenteur Joseph Hamel nota que la rivière est riche en poissons dont le saumon, la truite et la carpe. Plusieurs gouverneurs généraux du Canada, incluant le marquis de Lansdowne et lord Stanley, ont eu des chalets le long de la rivière.
Le Musée de la rivière Cascapédia situé à Cascapédia–Saint-Jules relate le mode de vie des habitants des abords de la rivière Cascapédia.